# جين ماير
جين ماير (بالإنجليزية: Gene Mayer)‏ مواليد 11 أبريل 1956 في نيويورك، هو لاعب كرة مضرب أمريكي سابق بدأ مسيرته كمحترف سنة 1973 وكان يلعب باليد اليمنى، اعتزل اللعب في 1986. كما أنه أحد أبطال الجراند سلام. أعلى تصنيف له في الفردي كان المركز الـ 4 في سنة 1980.

## بطولات حققها
- دورة رولان غاروس الدولية
- بطولة ويمبلدون

## روابط خارجية
- جين ماير على موقع رابطة محترفي التنس (الإنجليزية)
- جين ماير على موقع الاتحاد الدولي لكرة المضرب (الإنجليزية)
- جين ماير على موقع كأس ديفيز (الإنجليزية)
- جين ماير على موقع خلاصة التنس.كوم (الإنجليزية)
- جين ماير على موقع إي إس بي إن.كوم (الإنجليزية)